# Eriopterodes
Eriopterodes es un género de dípteros nematóceros perteneciente a la familia Limoniidae. Se distribuye por Ecuador, Venezuela, Dominica & México.

## Especies
- E. celestis (Alexander, 1940)
- E. laetipleura (Alexander, 1938)